# Кира
Кира́ (рос. Кыра) — село, центр Киринського району Забайкальського краю, Росія. Адміністративний центр та єдиний населений пункт Киринського сільського поселення.

## Населення
Населення — 4563 особи (2010; 4654 у 2002).
Національний склад (станом на 2002 рік):
- росіяни — 97 %